# Thomas Lubanga
 (septembre 2009).
Si vous disposez d'ouvrages ou d'articles de référence ou si vous connaissez des sites web de qualité traitant du thème abordé ici, merci de compléter l'article en donnant les références utiles à sa vérifiabilité et en les liant à la section « Notes et références ».
Thomas Lubanga Dyilo, né le 29 décembre 1960, est le fondateur, en 2001, et le président national de l’Union des patriotes congolais (UPC), un groupe politico-militaire soutenu par l’Ouganda puis le Rwanda. En septembre 2002, il rebaptise l'UPC en UPC/RP (Union des patriotes congolais/réconciliation et paix). Recherché pour crimes de guerre, il est le premier condamné dans l'histoire de la Cour pénale internationale (CPI).

## Biographie
Il commence sa carrière politique à l'université de Kisangani dans l'ancien parti d’État, le Mouvement populaire de la révolution (MPR), comme plusieurs jeunes de son époque. Lorsque le multipartisme est instauré, il choisit l'Union pour la démocratie et le progrès social (UDPS) d'Étienne Tshisekedi, de laquelle il est président des jeunes du parti pour la région de l'Ituri durant plusieurs années. Les vicissitudes de la vie et le chômage qui frappe de plein fouet les jeunes Congolais vont le conduire à devenir colporteur dans différentes mines d'or de la province orientale, avant de tenir un stand de vente de haricots au marché central de Bunia.
En 2000, ayant la trame de son parti en tête, il rejoint le RCD/KML (réclamant une dette impayée de ses haricots fournis au centre de formation militaire de Rwampara à 15 km du centre ville de Bunia). Puis il apparaît pour la première fois comme sous-secrétaire chargé de la jeunesse au sein de l'union entre le RCD/KML et le MLC de Jean-Pierre Bemba baptisé FPLC (Forces patriotiques pour la libération du Congo). 
Puis vient la dissidence, et il choisit le camp du RCD/KML où il est récompensé par sa nomination comme ministre de la Défense au sein du Rassemblement congolais pour la démocratie - Mouvement de libération (RCD-ML).
Ce mariage ne dure pas du fait car il tente directement d'obtenir son rêve de nation dans son Ituri natal, déjà miné par la guerre fratricide opposant son ethnie aux Lendu. Faute d'un appui sérieux de l'Ouganda accusé d'alimenter les conflits en Ituri le RCD/KML se tournera vers le Lendu pour déstabiliser son adversaire, l'UPC quant à lui cherchant aussi un allié crédible et surtout fiable se ralliera au Rwanda. De plus l'ethnie lendu était soutenue par Joseph Kabila, le président de la république démocratique du Congo.

### Accusations pénales par la Cour pénale internationale
Thomas Lubanga est arrêté le 16 ou 17 mars 2006 en république démocratique du Congo, remis à la Cour et transféré au quartier pénitentiaire de la Cour pénale internationale à La Haye.
Il est le premier individu à être mis en accusation par la CPI, dont les juges confirment les charges le 29 janvier 2007. Il est inculpé de crimes de guerre, soit de deux chefs d'accusation pour enrôlement et conscription d’enfants de moins de 15 ans. Son procès a eu lieu du 26 janvier 2009 au 26 août 2011 à La Haye.
Le 14 mars 2012, la Cour pénale internationale prononce son premier verdict en le déclarant coupable de conscription et d’enrôlement d’enfants de moins de 15 ans, et du fait de les avoir fait participer à des hostilités.
Le 10 juillet 2012 la CPI le condamne à 14 ans de prison pour le recrutement d'enfants soldats lors du conflit en République démocratique du Congo. La durée de sa détention courant à partir de la date de son arrestation, il a été libéré le 15 mars 2020.
Le 15 décembre 2017, la CPI l'ordonne d'indemniser les victimes à hauteur de 10 millions de dollars ; mais reconnaissant son indigence, elle préconise que le Fonds indépendant qui a été mis en place au profit des victimes se substitue au condamné. Son ordonnance de réparation est confirmée en appel le 18 juillet 2019. Lubanga est libéré en mars 2020. Il est reçu par le président congolais Félix Tshisekedi peu après pour aider à la paix en Ituri.

### Retour en RDC
Lubanga est élu député de la province de l'Ituri en 2023 mais son élection est annulée.
En juin 2024, les Forces armées de la république démocratique du Congo accusent Lubanga de soutenir la milice « Zaïre ».
Lubanga quitte la RDC pour l'Ouganda en 2024.
En janvier 2025, dans un rapport, le groupe d'experts des Nations unies sur la RDC accuse Thomas Lubanga d'être lié avec le mouvement du 23 mars et l'Alliance du fleuve Congo. Lubanga habiterait à Kampala en Ouganda et aurait installé des camps de formation pour la milice Zaïre en Ituri et en Ouganda avec le soutien du Rwanda.
En mars 2025, Lubanga annonce la création de la Convention pour la révolution populaire ou Convention révolutionnaire populaire (CRP). Ce mouvement est basé en Ituri, non loin de la frontière ougandaise, et dispose d'une aile militaire dirigée par Justin Lobho Zissy. En mai 2025, le gouvernement congolais saisit la justice pour obtenir la dissolution de la CRP. Les forces armées de la RDC accusent la CRP d'avoir mené des attaques autour de Nyamamba. Lubanga résiderait en Ouganda. Le CRP aurait des liens « indirects » avec le Mouvement du 23 mars selon des experts de l'ONU.